# Кандиде
Кандиде је насеље у Италији у округу Белуно, региону Венето.
Према процени из 2011. у насељу је живело 836 становника. Насеље се налази на надморској висини од 1215 м.

## Становништво
| 1951. | 1961. | 1971. | 1981. | 1991. | 2001. | 2011. |
| ----- | ----- | ----- | ----- | ----- | ----- | ----- |
| 4.102 | 3.736 | 3.489 | 3.113 | 2.854 | 2.446 | 2.341 |